# René Crozet (1896-1972)
Pour les articles homonymes, voir René Crozet et Crozet.
René Crozet, né le 26 avril 1896 à Romorantin et mort le 26 mars 1972 à Poitiers, est un historien français spécialisé dans l'histoire médiévale et religieuse. 

## Biographie
Des études d'histoire et de géographie le conduisent à l'agrégation en 1925, après qu'il eut fait une partie de la Première Guerre mondiale. 
Professeur successivement au collège de Vitry-le-François, puis aux lycées d'Alençon et de Châteauroux, il est nommé en 1936 au lycée de
Poitiers. Entre temps, il est devenu docteur avec une thèse sur l'Art roman en Berry publiée sous la direction de Henri Focillon. Peu avant la guerre, il est nommé professeur d'histoire du Moyen Âge à la faculté des lettres de Poitiers, où il donne jusqu'en 1947 un enseignement d'« histoire générale et régionale de l'art ».
À partir de 1930 et jusqu'à sa mort, il s'ingénie à accroître et diversifier ses collections de clichés des monuments du Moyen Âge, en créant des fiches soigneusement classées et légendées de sa main ou de celle de sa femme. Ce fonds de 25 000 photographies a été donné aux Archives départementales de la Vienne en décembre 1999.
Lorsqu'en 1953, Gaston Berger, directeur général de l'Enseignement supérieur, débarque à Poitiers pour étudier la possibilité d'y fonder le Centre d'études supérieures de civilisation médiévale, centre qu'il voulait constituer autour d'une photothèque d'art roman, il confie à Crozet la charge d'organiser la nouvelle institution.
Il prend sa retraite en 1966 et s'installe à Poitiers.
Il est honoré par les Mélanges offerts à René Crozet à l'occasion de son soixante-dixième anniversaire, édité par  Pierre Gallais et Yves-Jean Riou, publié par la Société d'études médiévales en 1966, en 2 volumes, de 1420 pages, contenant 155 articles, nombre rarement atteint dans de pareils recueils, qui montre la mesure de son rayonnement auprès de ses collègues de Poitiers. On peut noter les contributions de G. Lebard, L. Musset, P. Lavedan,  A. Abek, J. Broussard, G. Cornet, R. Filhol, A. Barbero, S. de Vajay, N. Guglielmi, Chanoine Étienne Delaruelle, M. Durliat, A. Burgos et J. Nougaret, Chanoine P.-M. Tonnelller, A. Boutemy, P. Roudié, M. Thibout, F.-G. Pariset, G. Gaillard, F. Garcia Romon, A. Séné ou V. Lassalle.
Peu après sa retraite, il a la satisfaction de se voir offrir par Roberto Sabatino Lopez, un enseignement de plusieurs mois à Yale University.
Il meurt le 26 mars 1972 d'une crise cardiaque, à l'âge de 75 ans alors qu'il travaillait toujours sur un livre sur les cathédrales et leurs évêques qui restera inachevé.  

## Publications
Le portail Persée met à disposition 225 publications parues de 1925 à 1975 principalement dans les Annales de géographie, le Bulletin monumental et les Cahiers de civilisation médiévale. La Bibliothèque nationale de France référence 58 œuvres textuelles et 15 contributions communes.
Parmi les nombreux travaux de René Crozet, cette sélection est classée par chapitres thématiques selon la synthèse faite par Carol Heitz :
Études régionales (de la Champagne au Poitou)
- Château de Valençay, 1re éd. 1930, 2e éd. 1971, éditions Laurens
- L'art roman en Berry, 1932, thèse, éditions Leroux
- Petite Histoire de Champagne, 1933
- Petite Histoire de l'Orléanais, 1936 (prix Montyon en 1937)
- L'art roman en Poitou, 1948, éditions Laurens
- Histoire du Poitou 1re éd. 1949, 2e éd. 1971, édition Que sais-je ? (332)
- Vendée Marais poitevin, 1953, photos de Jean Dieuzaide
- Compte rendu de l'exposition « Chefs-d'œuvre romans des musées de province » au Musée du Louvre de novembre 1957 à mars 1958.
- Art roman en Saintonge, 1971, éditions Picard
- Châteaux de la Vienne, s.d., 32 p. (présentation en ligne).

Styles et époques
- L'Art roman, 1962, PUF
- À propos de Cluny, 1970, Cahiers de civilisation médiévale

Art monastique
- L'architecture de l'Ordre de Grandmont en Poitou, Angoumois, Saintonge, 1944, Société archéologique et historique de la Charente
- Histoire générale des églises de France, Belgique, Luxembourg, Suisse, 1966, éditions Laffond

Études d'histoire, de liturgie, de méthodologie
- Voyage d'Urbain II et ses négociations avec le clergé de France, 1937, Revue historique (t. CLXXIX, 271-310)
- Étude sur les consécrations pontificales, 1946

Espagne romane
Le dernier article qu'il a donné au « Bulletin monumental » traite de la cathédrale de Ciudad Rodrigo.
Aviation commerciale et chemin de fer
René Crozet avait deux passions secrètes : l'aviation et le chemin de fer.
- L'aviation marchande, 1925, Annales de géographie
- Chronique annuelle du développement du réseau aérien, publiées de 1926 à 1938, Annales de géographie